# Хуан Скиафино
Хуан Алберто Скиафино Вияно (на испански: Juan Alberto Schiaffino Villano) е бивш уругвайски футболист, роден на 28 юли 1925 г. в Монтевидео, починал в същия град на 13 ноември 2002.
Скиафино е световен шампион с Уругвай от Бразилия 1950, като вкарва изравнителното попадение при победата с 2:1 над Бразилия в решителния мач за титлата. Участва и на СП 1954.
Скиафино е една от легендите на уругвайския футбол. В родината си играе за Пенярол, печелейки шест пъти шампионската титла. С Милан е трикратен шампион на Италия и има финал за КЕШ, а с Рома печели Купата на УЕФА.
Освен за националния отбор на Уругвай, Скиафино играе и за Италия.

## Успехи
- 1х Световен шампион: Бразилия 1950
- 1х 4-то място на СП: Швейцария 1954
- 1х Носител на Купата на УЕФА: 1961 (с Рома)
- 1х Финалист за КЕШ: 1958 (с Милан)
- 6х Шампион на Уругвай: 1944, 1945, 1949, 1951, 1953 и 1954 (с Пенярол)
- 3х Шампион на Италия: 1955, 1957 и 1959 (с Милан)
- 1х Носител на Латинската купа: 1956 (с Милан)